# エリザベス1世 〜愛と陰謀の王宮〜
『エリザベス1世 〜愛と陰謀の王宮〜』（エリザベスいっせい あいといんぼうのおうきゅう、Elizabeth I ）は、イギリスのチャンネル4で2005年に放送された前後編からなるテレビドラマ。
主演はヘレン・ミレン。共演にジェレミー・アイアンズ、ヒュー・ダンシー他。演出はトム・フーパー。
第58回プライムタイム・エミー賞ではミニシリーズ部門の作品賞、ミレンやアイアンズの演技賞を始め、最多9部門で受賞した。

## キャスト
| 役名                                     | 俳優                   | 日本語吹替 |
| ---------------------------------------- | ---------------------- | ---------- |
| エリザベス1世                            | ヘレン・ミレン         | 倉野章子   |
| レスター伯ロバード・ダドリー             | ジェレミー・アイアンズ | 菅生隆之   |
| エセックス伯ロバート・デヴァルー         | ヒュー・ダンシー       | 小森創介   |
| スコットランド女王メアリー・スチュアート | バーバラ・フリン       | 木村有里   |
| フランシス・ウォルシンガム卿             | パトリック・マラハイド | 佐々木勝彦 |
| バーリー卿ウィリアム・セシル             | イアン・マクダーミド   | 稲垣隆史   |
| ロバート・セシル                         | トビー・ジョーンズ     | 後藤哲夫   |
| ジェームズ1世                            | ユエン・ブレムナー     |            |

- その他の声の吹き替え：内田直哉／八十川真由野／田畑ゆり／若林久弥／徃頼保子／高宮俊介／佐々木敏／みやざこ夏穂／巻島康一／落合弘治／中村浩太郎／原田晃／千々和竜策／西崎果音／丸山壮史／ふくまつ進紗／泉裕子／伊丸岡篤／伊藤昌一／林真里花／境賢一／桐本琢也／坂本岳大／浦山迅／重松朋／世戸さおり

## 主な受賞
- エミー賞
  - 作品賞（ミニシリーズ・テレビ映画部門）
  - 監督賞（ミニシリーズ・テレビ映画部門）
  - 主演女優賞（ミニシリーズ・テレビ映画部門）
  - 助演男優賞（ミニシリーズ・テレビ映画部門）
  - 美術賞
  - キャスティング賞（ミニシリーズ・テレビ映画部門）
  - 編集賞（ミニシリーズ・テレビ映画部門）
  - 衣装デザイン賞（ミニシリーズ・テレビ映画部門）
  - ヘアスタイリスト賞（ミニシリーズ・テレビ映画部門）
- ゴールデングローブ賞
  - 作品賞（ミニシリーズ・テレビ映画部門）
  - 主演女優賞（ミニシリーズ・テレビ映画部門）
  - 助演男優賞（ミニシリーズ・テレビ映画部門）
- 全米映画俳優組合賞
  - 主演女優賞（ミニシリーズ・テレビ映画部門）
  - 主演男優賞（ミニシリーズ・テレビ映画部門）
- 英国アカデミー賞
  - 音楽賞（テレビ部門）
- 全米衣装デザイナー組合賞
  - 衣装デザイン賞（ミニシリーズ・テレビ映画部門）